# Onycholiza
Onycholiza (łac. onycholysis) – stan,  w którym dochodzi do odwarstwiania płytki paznokcia od jego łożyska i nagromadzenia pod nim powietrza. Gdy pod paznokciem zbierają się masy hiperkeratotyczne, które oddzielają płytkę paznokciową, mówi się o dermatofibromie. Proces postępuje od wolnego brzegu lub boku paznokcia i towarzyszy temu białe zabarwienie paznokcia wskutek utraty łączności z łożyskiem i brakiem prześwitywania różowego zabarwienia pochodzącego z naczyń włosowatych. W niektórych sytuacjach dochodzi do wtórnego zakażenia i wówczas paznokieć ma inną barwę: szarą, żółtą, brązową, czarną.

## Przyczyny
- postacie dziedziczne (wrodzone)
- postacie nabyte
  - egzogenne
    - urazy

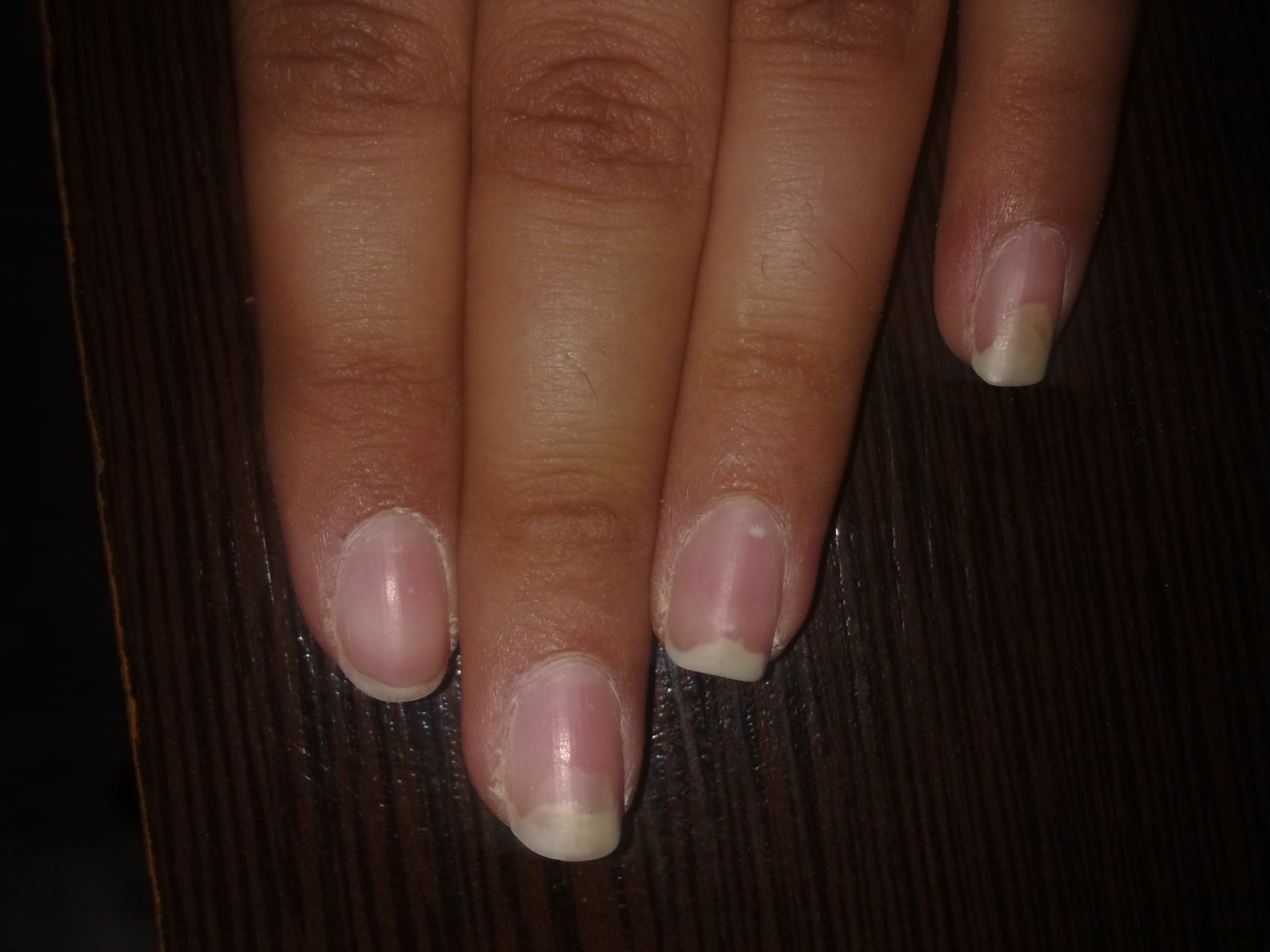
Onycholiza o nieznanej przyczynie.

    - narażenie na środki chemiczne lub wilgoć
    - infekcje
      - wirusowe (np. opryszczka, półpasiec)
      - bakteryjne (np. zakażenie pałeczką ropy błękitnej)
      - pasożytnicze (np. świerzb)

  - endogenne
    - choroby skóry
      - łuszczyca
      - liszaj płaski
      - łysienie plackowate
      - atopowe zapalenie skóry
      - wyprysk kontaktowy
      - twardzina

    - choroby ogólnoustrojowe
      - nadczynność tarczycy (onycholiza paznokcia palca serdecznego, tzw. paznokieć Plummera[potrzebny przypis])
      - cukrzyca
      - porfiria
      - kiła
      - trąd
      - kolagenozy
      - niedobór żelaza z anemią lub bez anemii
      - szpiczak mnogi
      - choroby przebiegające z pogorszeniem krążenia obwodowego

    - ciąża
    - stosowane leki
      - tetracykliny
      - indometacyna
      - leki moczopędne z grupy tiazydów
      - allopurynol
      - bleomycyna
      - doksorubicyna

## Leczenie
Stosuje się leczenie objawowe. W zależności od przyczyny konieczne może być chirurgiczne usunięcie płytki paznokciowej. W przypadkach zakażenia bakteryjnego stosuje się antybiotyki. Szczególnym problemem leczniczym są stany grzybiczego zakażenia pierwotnego lub wtórnego. Z najnowszych sposobów leczniczych wymieniane są:
sekwencyjna terapia lekami przeciwgrzybiczymi (itrakonazolem i terbinafiną), leczenie dwoma lekami przeciwgrzybiczymi, uzupełnianie terapii o leki rozszerzające naczynia, stosowanie miejscowe lakierów przeciwgrzybiczych.